# Gluttons for Punishment
Gluttons for Punishment è un doppio album dal vivo del gruppo neoprogressive statunitense Spock's Beard. Contiene brani registrati durante il tour dell'album Octane, e in particolare al Colos-Saal di Aschaffenburg (Germania, 18 marzo 2005), a Pratteln (Svizzera, 20 e 27 marzo) e al Substage di Karlsruhe (Germania, 21 marzo).

## Tracce
CD 1
1. Intro – 1:20
2. The Ballet of the Impact  – 5:50
3. I Wouldn't Let It Go  – 4:47
4. Surfing Down the Avalanche  – 3:53
5. She Is Everything  – 7:06
6. Climbing Up That Hill  – 3:34
7. Letting Go  – 1:20
8. Of the Beauty of It All  – 4:56
9. Harm's Way – 11:17
10. NWC – 9:58

CD 2
1. At the End of the Day – 16:33
2. The Bottom Line – 7:40
3. Ryo's Solo – 5:57
4. Ghosts of Autumn – 6:49
5. As Long As We Ride – 8:26
6. The Light – 19:07

## Formazione
- Nick D'Virgilio – voce, chitarra, batteria, percussioni
- Alan Morse – chitarra, voce
- Ryo Okumoto – tastiera, voce
- Dave Meros – basso, voce
- Jimmy Keegan – batteria, percussioni, voce